# Unguri-Holoșnița
Unguri-Holoșnița – obszar chroniony o powierzchni 15 553 ha znajdujący się w północnej Mołdawii, tuż przy granicy z Ukrainą, obejmujący wysokie skaliste brzegi oraz wąskie tereny zalewowe położone na prawym brzegu rzeki Dniestr.
Od 14 września 2005 roku teren Unguri-Holoșnițy wpisany jest na listę obszarów wodno-błotnych o znaczeniu międzynarodowym konwencji ramsarskiej (pod nr. 1500). Obszar stanowi również ostoję ptaków IBA.

## Charakterystyka

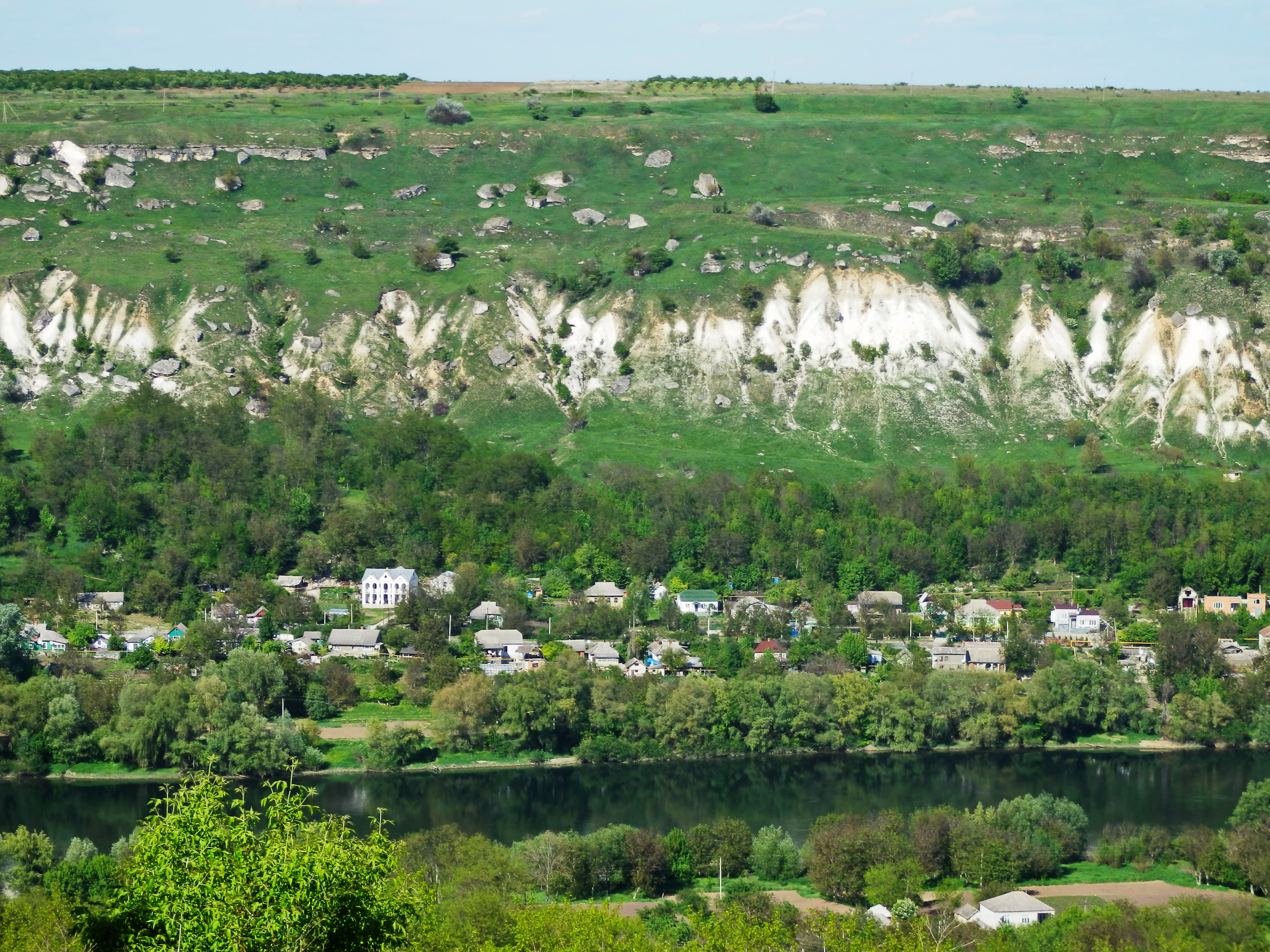
Wysoki skalisty brzeg Dniestru koło Călărășeuci (2014)

Unguri-Holoșnița znajduje się w północnej części Mołdawii, w rejonach Ocnița, Dondușeni i Soroki przy granicy z Ukrainą. Obejmuje obszar o powierzchni 15 553 ha, którego średnia wysokość nad poziomem morza wynosi ok. 150 m (245 m n.p.m. w najwyższym punkcie kompleksu, 51 m n.p.m. w najniższym). Nazwa obszaru chronionego pochodzi od dwóch wsi położonych na jego północnym (Unguri) oraz południowym (Holoșnița) krańcu. W jego skład wchodzą rezerwaty krajobrazowe Călărășeuca (o powierzchni 252 ha; ze wzgórzem Casca stanowiącym geologiczny pomnik przyrody) oraz Rudi-Arionești (916 ha), których przedmiotem ochrony są porastające ten obszar łęgi wierzbowo-topolowe z domieszką jesionów i wiązów, jak np. las Rudi-Gavan o statusie pomnika przyrody.
Dniestr na objętym ochroną odcinku tworzy szerokie mielizny z niewielkimi wysepkami, jego terasy zalewowe są stosunkowo wąskie, natomiast brzegi są wysokie i skaliste. Dziewięć mniejszych rzek oraz krótkie wartkie potoki zasilające Dniestr tworzą strome kaniony.

### Fauna i flora

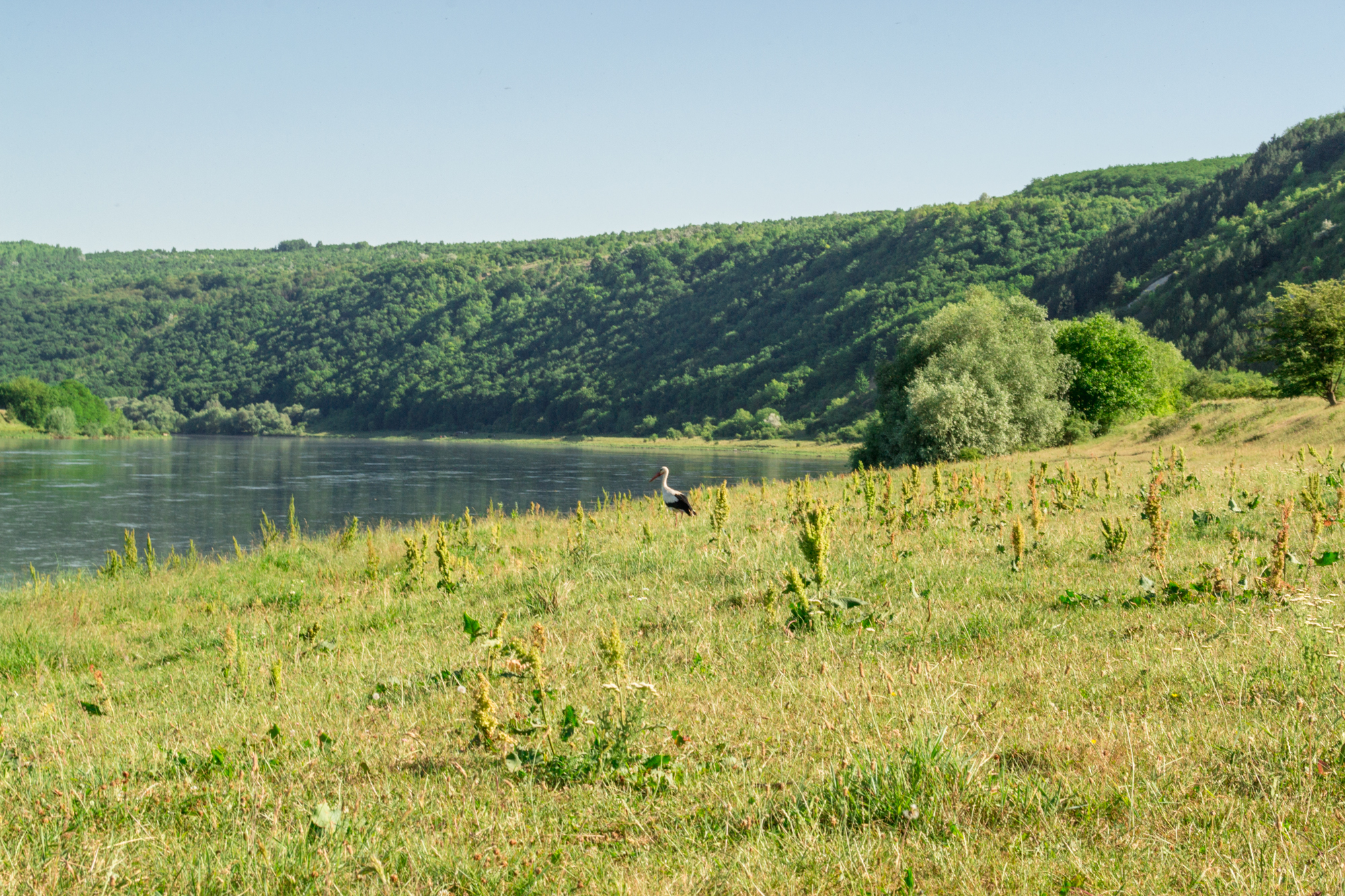
Bocian biały nad Dniestrem w Holoșnițy (2015)

Na obszarze Unguri-Holoșnițy wykazano występowanie 205 gatunków ptaków, 46 gatunków ryb, 37 gatunków ssaków, 10 gatunków gadów oraz 11 gatunków płazów. Teren ten jest ważnym obszarem zimowania dla dziewiętnastu gatunków ptaków wodnych, w tym kaczki krzyżówki, kaczki czernicy, krakwy, łabędzia krzykliwego i gągoła. Nieco mniej występuje tu gatunków ptaków lęgowych (m.in. czapla siwa oraz chronione trzmielojad zwyczajny i orzełek włochaty). Gatunkami awifauny narażonymi na wyginięcie, figurującymi na czerwonej księgi gatunków zagrożonych są gęś mała, bernikla rdzawoszyja, orlik grubodzioby i drop. Ponadto na terenie Unguri-Holoșnițy występują – będące również na tej liście – nietoperz nocek łydkowłosy, chrząszcz kozioróg dębosz oraz ryba z rodziny okoniowatych czop czarny.
Na obszarze występuje również 49 rzadkich gatunków roślin, w tym 11 gatunków z Czerwonej Księgi Mołdawii, 7 gatunków z Czerwonej Księgi Ukrainy oraz 5 gatunków z obu czerwonych list (buławnik wielkokwiatowy, omieg węgierski, Fritillaria meleagroides, śnieżyczka przebiśnieg i Pulsatilla grandis), a także zagrożone w skali Mołdawii gatunki paproci: wietlica samicza, nerecznica krótkoostna, cienistka trójkątna i cienistka Roberta oraz zanokcica języcznik.

### Klimat
Obszar Unguri-Holoșnițy cechuje się klimatem umiarkowanym kontynentalnym z łagodną zimą i ciepłym latem. Średnia roczna temperatura powietrza wynosi 8–8,5 °C (minimalna –35 °C, maksymalna +38 °C), a suma rocznych opadów waha się między 500 a 600 mm.

## Krajobraz kulturowy

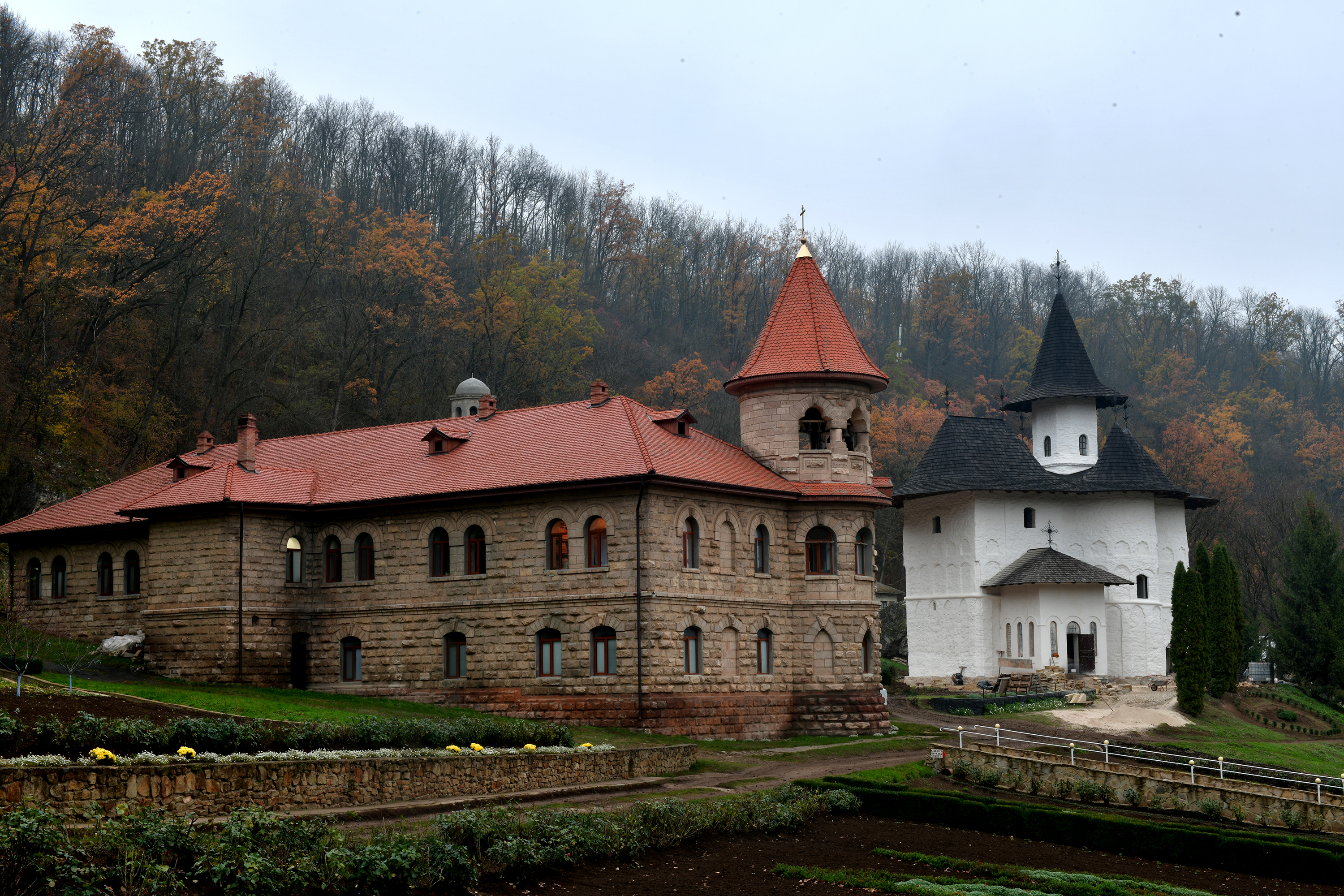
Monaster w Rudi (2020)

Ludność zamieszkująca obszar Unguri-Holoșnițy zajmuje się głównie rolnictwem (uprawiana jest kukurydza, słonecznik, pszenica i buraki cukrowe), sadownictwem, na niewielką skalę hodowlą bydła i owiec oraz leśnictwem. Tradycyjne rybołówstwo straciło na znaczeniu wraz z wybudowaniem elektrowni wodnej koło Nowodniestrowska, którego skutkiem są znaczące wahania poziomu wody w rzece.
W miejscowościach Călărășeuca oraz Rudi znajdują się zabytkowe monastery; monaster w Rudi pochodzi z XVIII wieku i wzniesiony jest w tradycyjnym mołdawskim stylu architektonicznym. Osada Pocrovca zamieszkiwana jest głównie przez staroobrzędowców. Na terenie Unguri-Holoșnițy znajduje się także ponad 60 stanowisk geologicznych, paleontologicznych i archeologicznych obejmujących okres od paleolitu do wczesnego średniowiecza.

## Galeria

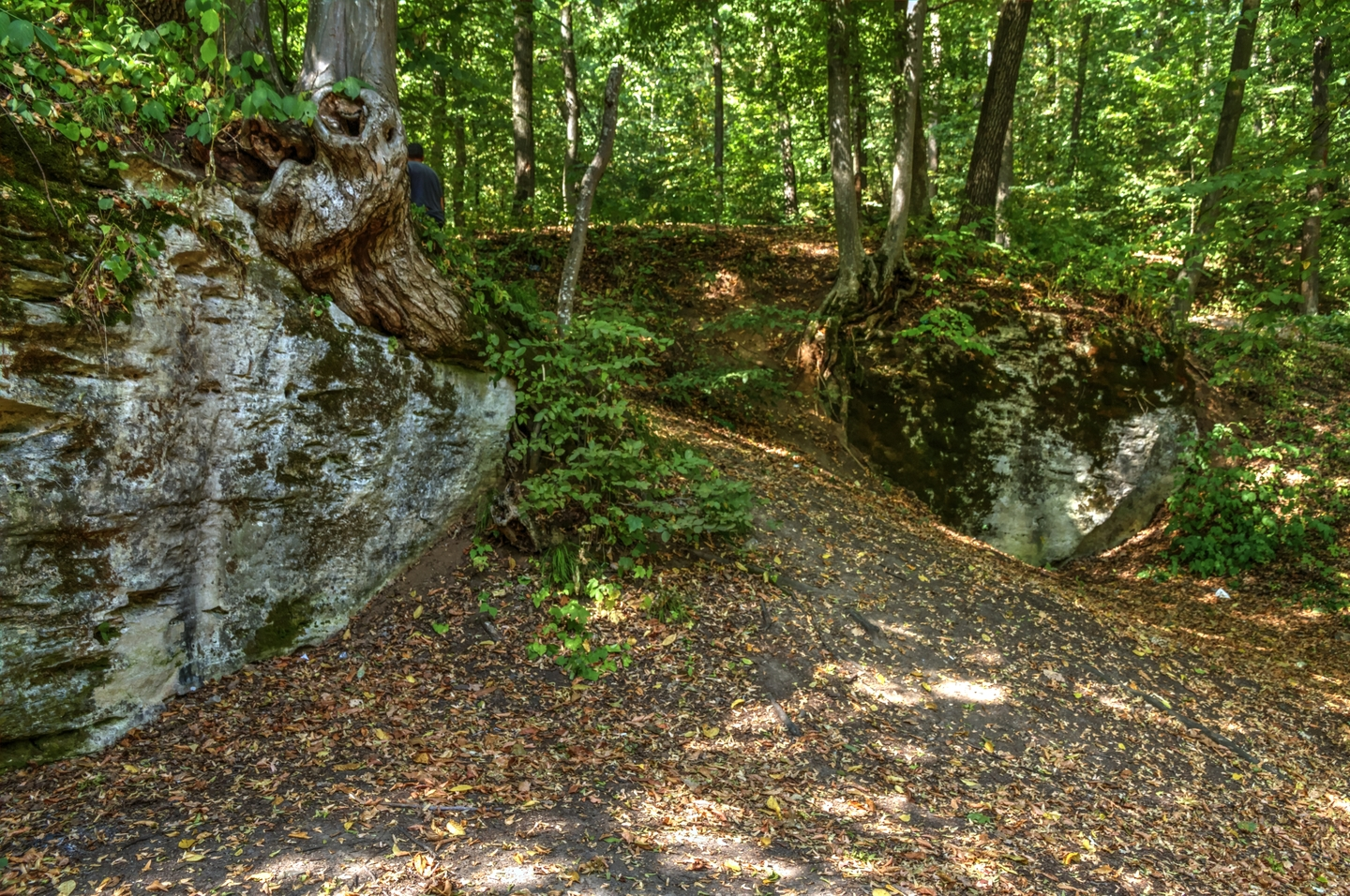
Wychodnie skalne w lesie w rezerwacie Rudi-Arionești (2016)
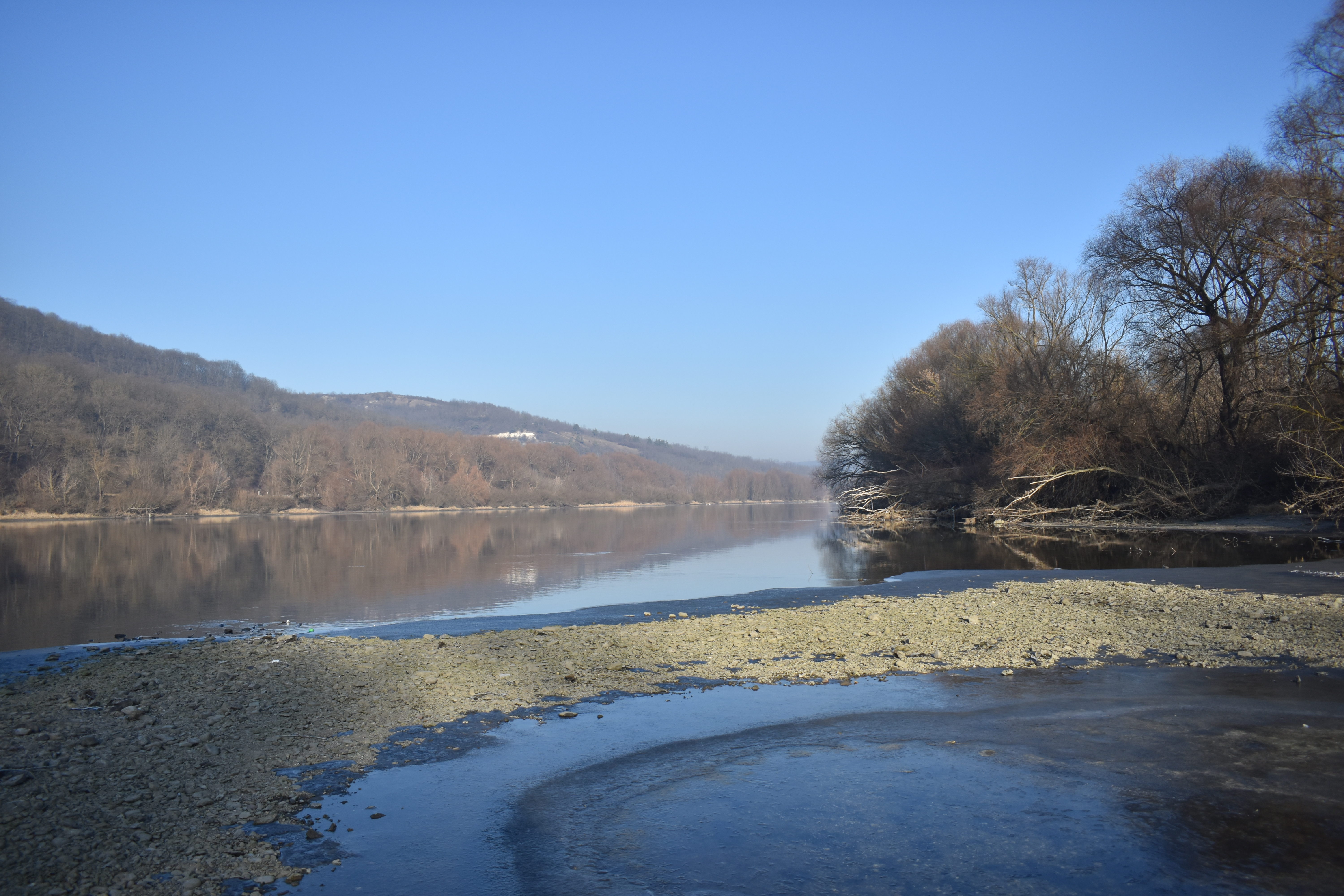
Widok na Dniestr od strony Ukrainy, brzeg mołdawski po lewej (2020)
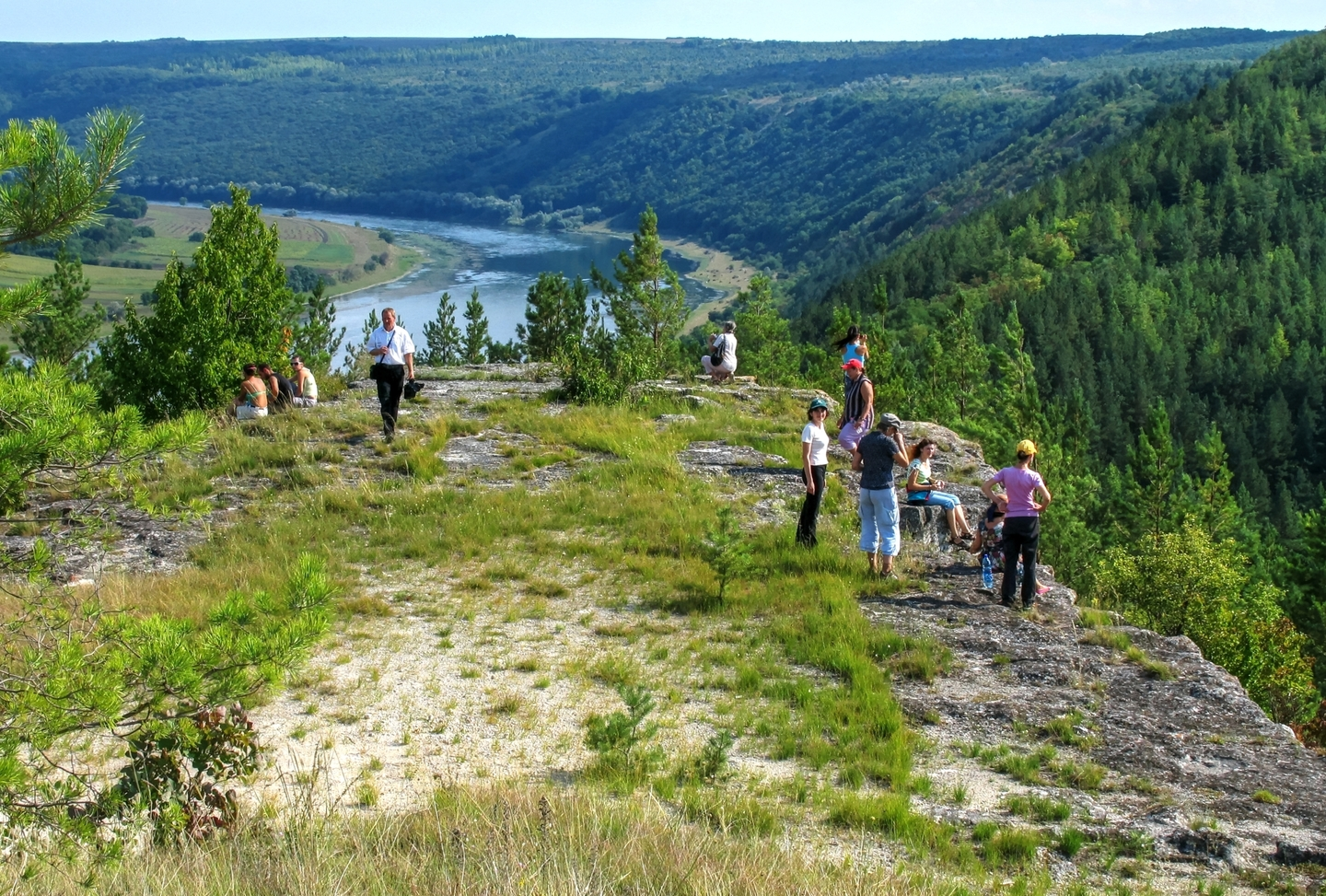
Wzgórze Casca (2009)
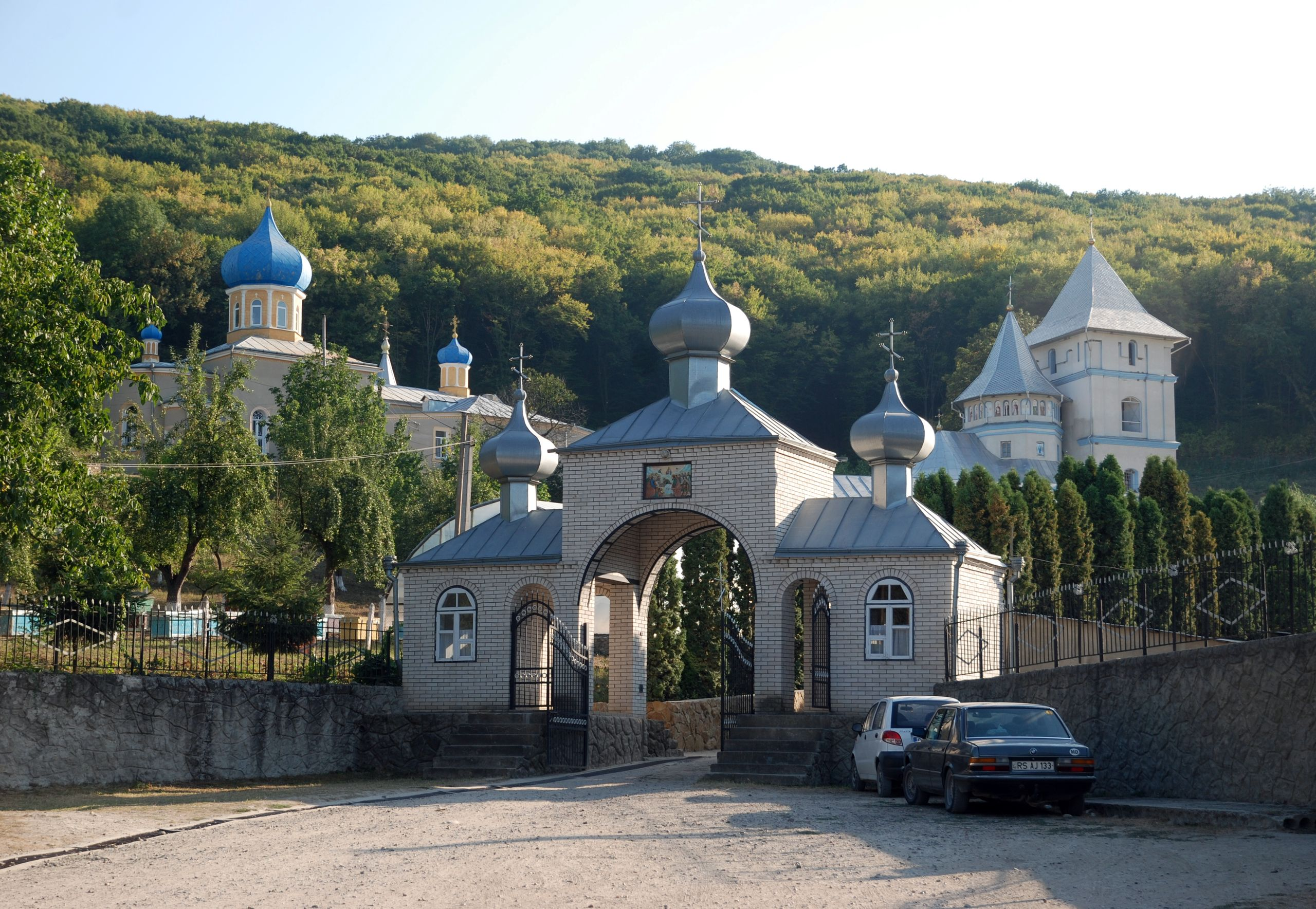
Monaster w Călărășeuce (2015)